# 七品芝麻官 (电影)
《七品芝麻官》是由北京电影制片厂摄制，谢添导演的豫剧电影，于1979年在中国公映。由牛得草、吴碧波、唐喜成等主演。

## 改编创作
豫剧《七品芝麻官》改编自传统豫剧《唐知县审诰命》。
牛得草在1952年前往洛阳找王遂朝先生学习《唐知县审诰命》，后与1959年中华人民共和国建国十周年大庆期间，应国家文化部邀请，赴北京进行汇报演出。
1979年3月，北京电影制片厂决定将《唐知县审诰命》拍成电影，谢添任导演，中共鹤壁市委专门组织人员修改剧本，集体改编、牛得草执笔。谢添建议改名为《七品芝麻官》。
影片公映后，引起了轰动。“七品芝麻官”成了家喻户晓的人物。

## 演员表
- 牛得草 ...... 唐成
- 吴碧波 ...... 诰命夫人
- 唐喜成 ...... 林有安
- 李文彬 ...... 杜士卿
- 杨发互 ...... 程西牛
- 方新民 ...... 程虎
- 李斯忠 ...... 按院
- 梁继川 ...... 东司
- 轩耀阁 ...... 西司
- 杨志礼 ...... 道台
- 张岐生 ...... 知府
- 和红莉 ...... 秋香
- 贾玉莲 ...... 傻丫头
- 谢巧官 ...... 书童
- 轩玉亭 ...... 老班头
- 李富君 ...... 小班头
- 李金贵 ...... 中军

## 荣获奖项
《七品芝麻官》在1981年获第四届大众电影百花奖最佳故事片奖。